# Prochasma mimica
Prochasma mimica là một loài bướm đêm trong họ Geometridae.